# Torre Culleré (Mollerussa)
La Torre Culleré és una obra de Mollerussa (Pla d'Urgell) protegida com a Bé Cultural d'Interès Local.

## Descripció
Habitatge unifamiliar aïllat. Residència senyorial de finals del segle xix. Obra massissa de pedra i ferro, que recorda les vil·les senyorials d'Anglaterra amb la part central de la façana a segon pla, formant un pòrtic i una galeria perfectament orientats al sud i davant del jardí.
Cal destacar la cornisa de fusta de sotacoberta.

## Història
Era la casa de Domènec Cardenal (La Rioja 1820 - Agramunt 1901), enginyer de camins, canals i ports, a qui se li encarregà la direcció de les obres del canal d'Urgell (1861-1865). Obra de finals de segle passat que guarda certa semblança amb la façana principal de la casa canal, sobretot la galeria.